# Brasserie La Frasnoise

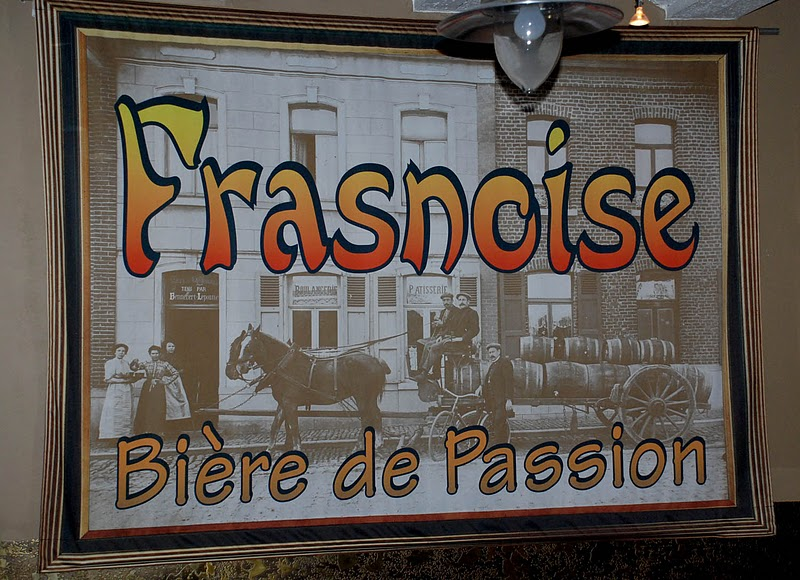
Brasserie La Frasnoise

Brasserie Artisanale La Frasnoise is een kleine artisanale brouwerij, gelegen in Frasnes-lez-Buissenal, net over de taalgrens in de provincie Henegouwen in België. Deze streek is bekend als het Land van de Heuvels.

## Geschiedenis
In 1900 telde België 3223 brouwerijen, bijna elk dorp had zijn eigen brouwerij en sommige zelfs meerdere. In 1970 waren er nog amper 120 over. Maar de smaak van de consumenten veranderde en bijgevolg werden er sindsdien veel nieuwe kleine brouwerijen opgericht. De bierliefhebbers zoeken namelijk naar kwaliteitsbieren met een origineel en bijzonder karakter.
Bruno Delroisse had een boekhandel en was als amateurbrouwer actief in de oude drukkerij van zijn vader. Na de nodige opleidingen besloot hij zich volledig toe te leggen op het brouwen. In oktober 2005 had Frasnes opnieuw een brouwerij, gevestigd in een oud gebouw dat stijlvol werd gerestaureerd.

## De brouwzaal

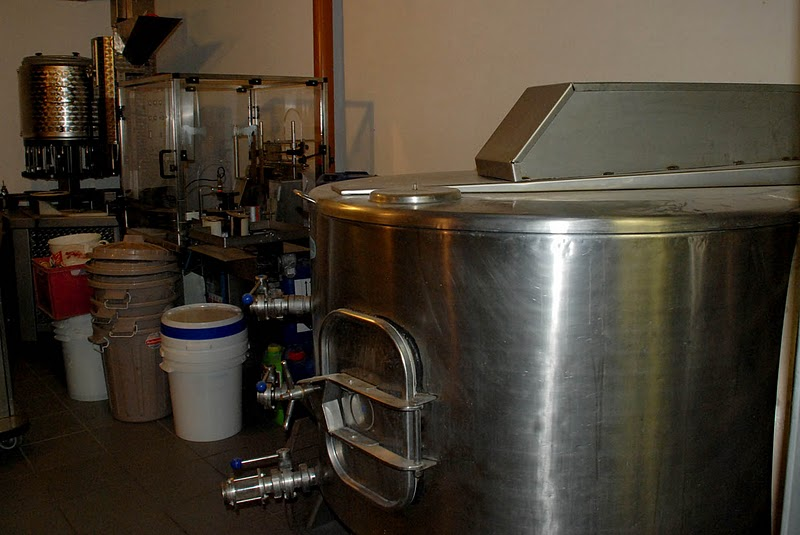
Filterkuip La Frasnoise

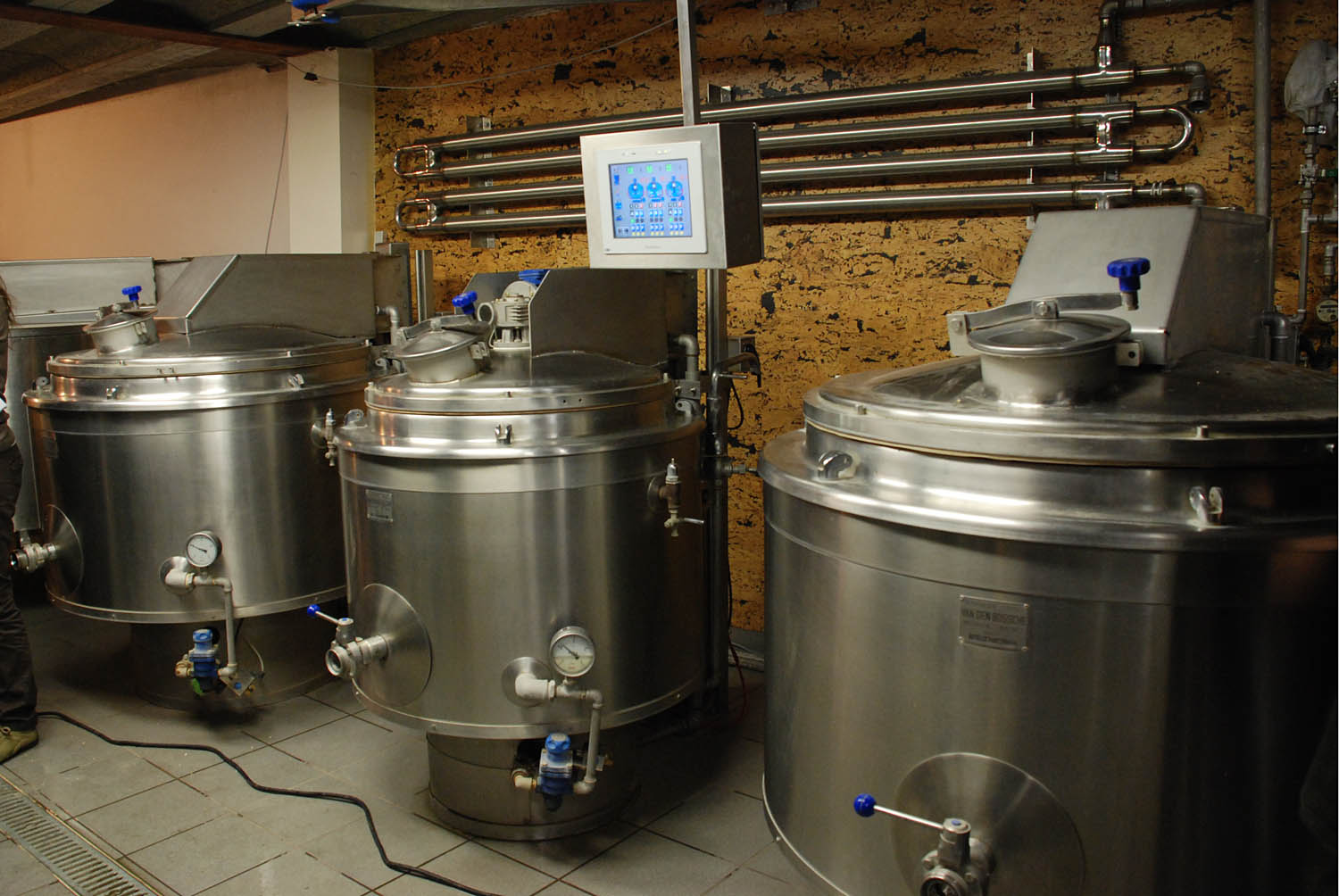
Brouwketels La Frasnoise

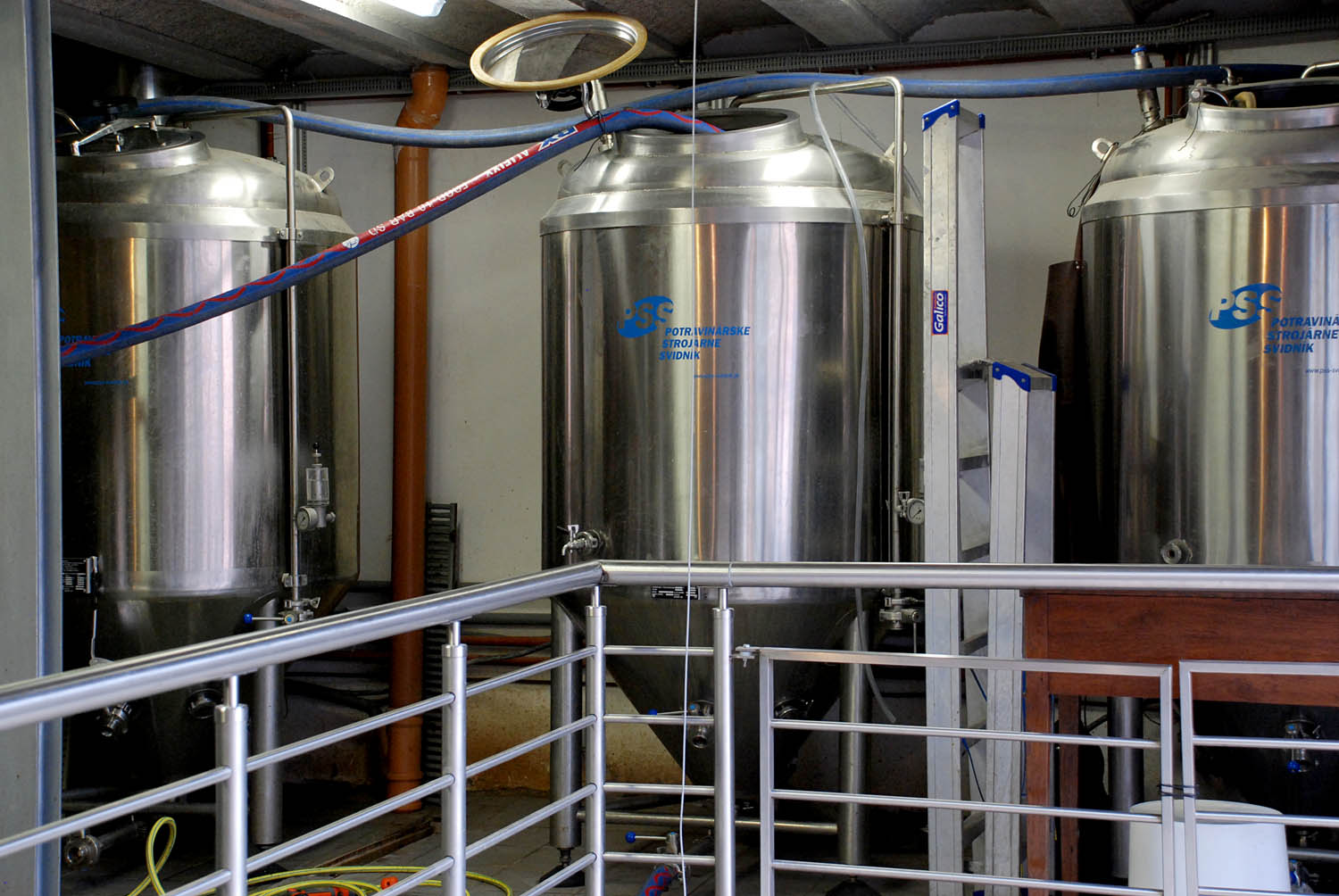
Lagertanks La Frasnoise

De maisch- en kookketels zijn oude soepketels van het Belgisch leger, omgebouwd voor het gebruik in de brouwerij.
De filterkuip heeft een capaciteit van 1000 liter.
De drie gistings- en lageringstanks werden gekocht in Slowakije.
De brouwcapaciteit bedraagt 8 hectoliter per week en de verkoop van de bieren gebeurt grotendeels lokaal en in de kleine taverne die aan de brouwerij is aangebouwd.

## Bieren
- Rétro Frasnoise
- Givrée Frasnoise
- La Chaméléonne
- Blancs Mongnis
- Volle Vazov
- Tijézu